# Cultura de Hallstatt
La cultura de Hallstatt fou el tercer període cultural de l'edat del ferro i abraça un període entre el 800 i el 500 aC.
La cultura de Hallstatt rep aquest nom pel poblat així anomenat, a Àustria, característic de l'època. Les novetats aportades per aquesta civilització són l'ús intensiu del ferro, conegut a Europa des del final de l'edat del bronze, però no usat més que rarament.

## Història
Els emigrants europeus (de llengua indoeuropea) representants de la cultura de Hallstatt van aportar un tipus peculiar de mos de cavall que després es va estendre fins i tot més (se n'han efectuat troballes a Bèlgica). Les seves influències culturals es van concretar en la introducció de mètodes de doma i munta de cavall, la difusió de l'espasa de ferro i una nova tècnica de combat a cavall; i sobretot existia en els pobles traci-cimmeris una casta aristocràtic-feudal de cavallers (es localitzen tombes de gran riquesa amb armes, joies, muntures i tot d'alt valor artístic) que cada vegada es farà més poderosa (en les tombes d'una època al voltant del 600 aC es localitzen també luxosos carros de quatre rodes i carros de combat de dues rodes).

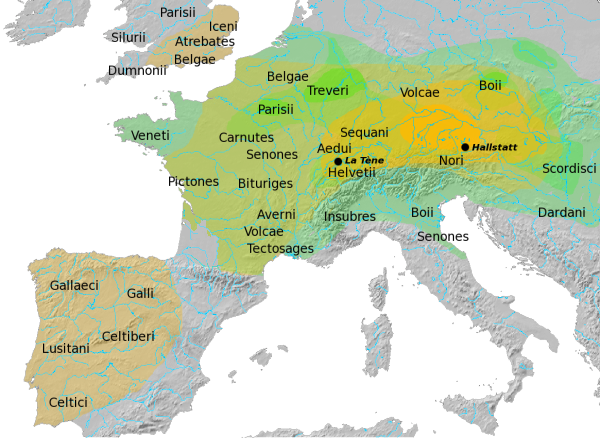
Extensió de la cultura de Hallstatt (groc) i La Tène (verd)

Les regions afectades per les penetracions indoeuropees presenten un mosaic de cultures regionals molt dispars, però algunes d'elles presenten relacions o parentius impossibles d'explicar pel simple veïnatge geogràfic. S'ha suggerit (és una mera hipòtesi) que les grans famílies aristocràtiques van fundar dinasties i van crear Estats o Regnes i la seva autoritat s'estenia a altres territoris vassalls o concedits en una espècie de feu, sovint allunyats uns dels altres, a semblança de l'època medieval. Els vassalls sotmesos a la mateixa dinastia podien ser del Nord de França o del Nord d'Itàlia però, atès que estaven nucleats per un mateix clan dirigent, adoptaven unes característiques similars sense perjudici de les variacions locals.
Un altre factor d'assimilació de les diverses cultures indoeuropees és el comerç mediterrani acreditat per troballes diverses, col·laborant especialment amb els etruscs i sobretot amb els grecs que van establir itineraris comercials i grans mercats, la jurisdicció dels quals donava al príncep celta a qui corresponia, una extraordinària riquesa.
La difusió de la Cultura es desenvolupa pel desplaçament de població durant un període molt llarg d'anys (750 a 450 aC almenys). L'arribada dels pobles practicants d'aquesta cultura és progressiu. Cada arribada es redueix a uns centenars d'individus amb un cabdill i una organització pròpia; parlen una llengua indoeuropea, però que és diferent en cada grup, arribat tant amb anterioritat com amb posterioritat a aquell que es tracti.
Cada grup d'emigrants estableix un poblat o un grup de poblats. Eventualment amb l'absorció de les poblacions locals es formen tribus amb un cert poder comarcal. La cultura del grup dominant a la regió s'imposa a altres grups menors també integrats per indoeuropeus, probablement a causa de la major penetració en la població local anterior a la seva arribada.
Encara que els seus establiments són permanents sembla que després d'una o dues generacions en un mateix assentament es traslladaven a un altre lloc, potser per l'augment de la població, o per causes comercials, creant-se grups culturals similars.

## Restes arqueològiques
Les troballes permeten sovint distingir diferències de matisos que podrien indicar un origen "nacional" o "tribal" divers, quan no són d'ordre cronològic.
La pràctica de la incineració (generalitzada després del 600 aC) ha impedit fer estudis antropològics per determinar la incidència ètnica d'aquests pobles indoeuropeus en els pobles Pirinencs. Amb tot, l'amplitud de les troballes permet assegurar una incidència ètnica no menyspreable. No obstant això, com no se sap la quantitat dels indoeuropeus establerts (doncs dels arribats en diverses remeses cal descomptar els que van marxar més tard) ni la població local ni les relacions entre les dues comunitats, la incidència no pot establir-se

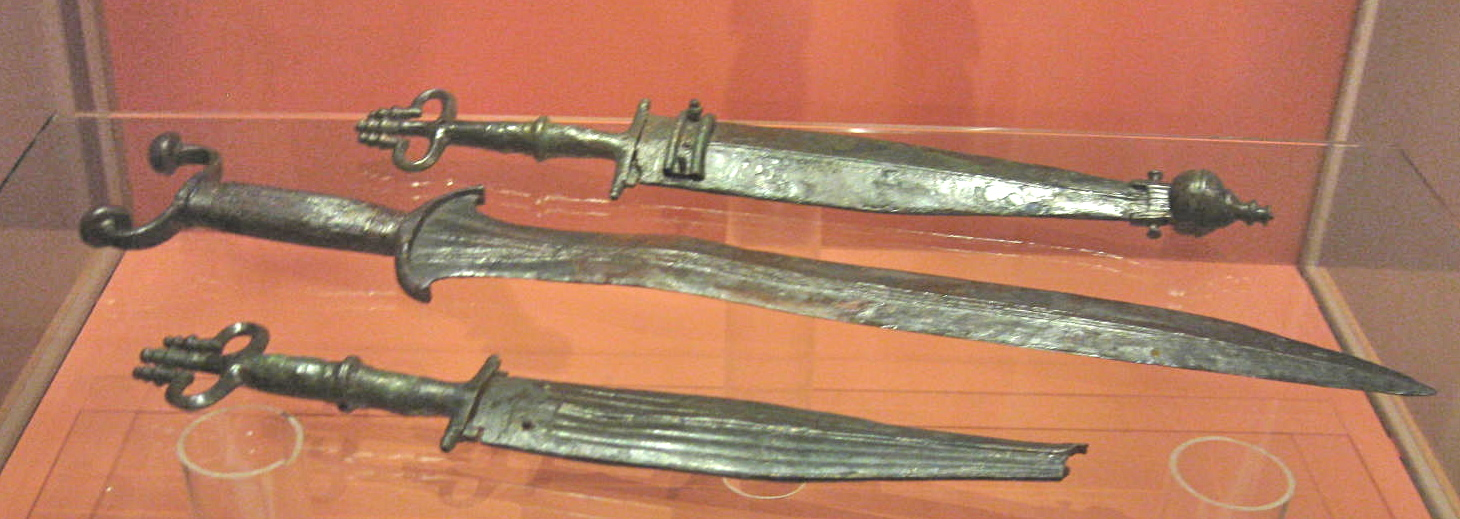
Espases amb empunyadura d'"Antena" típiques de Hallstatt

Efectivament s'aprecia que la cultura de la incineració penetra amb certa rapidesa en els pobles de l'Oest, Centre i Nord de la Península, pobles de cultura neolítica tardana, on amb prou feina ha penetrat el bronze i els metalls per a l'ús general, mentre no penetra a la zona costanera mediterrània on l'ús de metalls està més estès (les troballes de caràcter indoeuropeu s'aturen allà on comencen els emparentats amb la cultura metal·lúrgica de El Argar), ni en el Sud, on es desenvolupa la cultura Tartèssia.
Els poblats dels Celtes o indoeuropeus de la Cultura de Hallstatt es componien, com els precedents, de cabanes de fusta de manera circular amb una sola cambra i una única porta d'accés. El sostre era fet amb brancatge i palla i adoptava forma de cúpula. Però aquestes construccions van ser aviat substituïdes per cabanes de pedra, de planta rectangular, amb un sola porta i amb sostre de brancatge pla, a imitació de les existents a la Península.
Com els seus poblats se situaven en llocs plans o en altures reduïdes pròxims als rius, o bé en altures obertes i accessibles (aquests últims eren assentaments on la base econòmica és la ramaderia, estant generalment en zones muntanyoses), es dedueix la inexistència de necessitats defensives. El seu predomini militar els feia superiors als pobles locals. A més aquests van adoptar les seves mateixes costums i la seva religió, de manera que si en el període dels protoceltes fins i tot pot intuir-se alguna precaució defensiva en el període de Hallstatt els indoeuropeus ja no temen cap atac local. Curiosament tampoc s'ataquen entre si, el que podria indicar l'existència de principats territorials amb una àrea d'influència molt definida.
S'han estudiat detingudament les necròpolis del període de Hallstatt, gairebé totes les quals han estat localitzades casualment (ja que cap indicació permet fixar la seva localització). Les tombes són poc espectaculars. El difunt era cremat i les seves cendres i els ossos, conservats després de la incineració, s'introduïen en una urna de fang, semblant a una olla, a vegades al costat d'objectes personals. Una tapa tancava l'urna i aquesta s'enterrava amb ofrenes al seu voltant col·locades en urnes més petites que contenien menjar, aigua i objectes dels quals sols s'han conservat els de metall. L'enterrament es feia en un sot no molt profund (menys d'un metre) on es col·locaven les urnes, i el sot era cobert per una pedra aplanada, sobre la qual es tirava terra fins a cobrir-la. Les tombes es localitzen pròximes l'una a l'una altra i el conjunt forma una necròpolis coneguda per Camps d'Urnes (primitivament va ser anomenada pels prehistoriadors alemanys Urnenfeldern). Quan es produïa la mort de dues persones familiars eren enterrats en el mateix sot, en urnes separades, si bé també és possible que les tombes en les quals s'observen aquests dobles o múltiples enterraments tinguessin un caràcter familiar on una família anava enterrant als seus morts durant un cert temps. Prop de les necròpolis se situava el Ustrinium, un espai pla de pedra on es cremaven els cadàvers.

## Cultura
Estant associades les pràctiques funeràries a les creences religioses, no cal dubtar que la nova religió, desconeguda avui dia, es va imposar progressivament a les poblacions locals que, després del 600 aC, ja s'havien celtitzat en l'aspecte religiós, i practicaven també la incineració, sense que es coneguin altres elements de les pràctiques religioses adoptades, ni quins aspectes de l'antiga religió van poder sobreviure en èpoques posteriors.

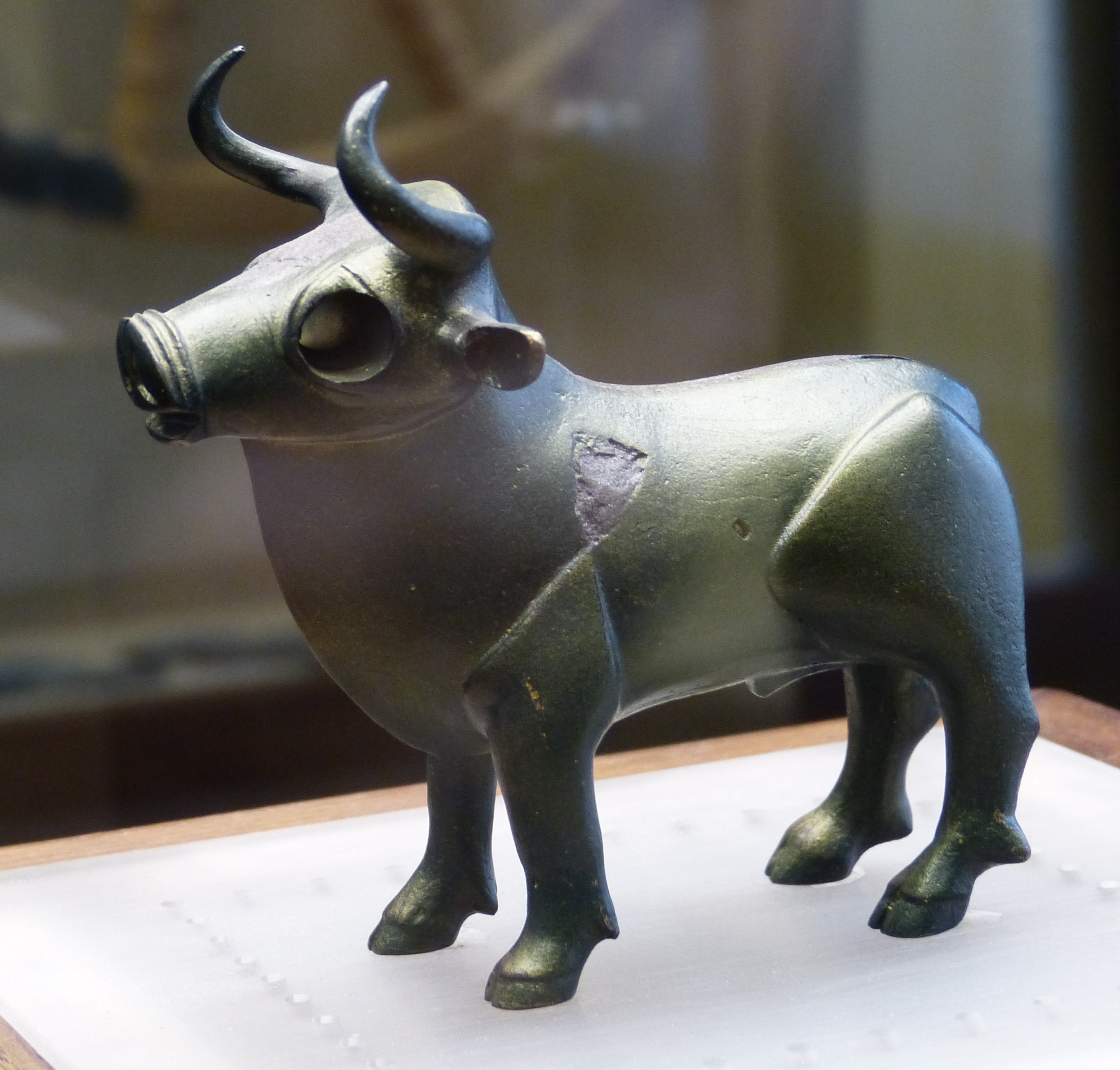
Toro trobat a la cova de Býčí skála, República Txeca (cap al 600 aC)

Els indoeuropeus coneixien la tècnica de la foneria del ferro, que havien descobert els hitites cap al 2500 aC, i que es va difondre per Europa Oriental cap al 2000 aC i després per Europa central. No obstant això el seu ús era molt limitat. Tampoc amb els celtes de la cultura de Hallstatt pot parlar-se d'una difusió generalitzada dels objectes de ferro a la península Ibèrica, i les armes i estris que aquests usaven eren majoritàriament de bronze.
Es coneixen diverses espases de l'època de Hallstatt, època en la qual tenen la característica de ser allargades com les anteriors (del període protocelta) però més amples i amb pom en forma de bolet inserit en la llengüeta. Les destrals de ferro són trapezoïdals. En general les armes de ferro donaven als seus posseïdors una indubtable superioritat militar però en els poblats celtes amb prou feina s'han trobat armes. Probablement es tractaria de poblats pacífics de comerciants, que canviaven d'emplaçament quan els productes que oferien, abans innovadors, havien saturat l'escàs mercat (no oblidem la longevitat dels objectes de ferro i l'escassetat de la població de l'època) o bé quan els clients potencials havien après les tècniques per fabricar-los ells mateixos.
L'aliment bàsic dels indoeuropeus en aquesta època era el blat, i també les glans. L'idioma s'ha anomenat protocelta.
Per diverses troballes se sap que els indoeuropeus s'afaitaven la cara amb unes navalles de doble tall. Unien els seus vestits amb fíbules (imperdibles arcaics) i molt ocasionalment amb botons de bronze, si bé les fíbules trobades a la península Ibèrica corresponen totes al període de La Tène que el seu ús va generalitzar-se. Les dones usaven agulles llargues amb cap rodó, probablement pel pèl, i pendents de peces circulars; coneixien les pinces i els homes utilitzaven cinturó, car s'han localitzat sivelles; l'abundància de troballes de navalles d'afaitar permet suposar que aquesta era la pràctica general, mentre que fins aleshores els homes usaven barba.
Els celtes eren monògams, bons genets i aficionats a la caça. Practicaven balls freqüentment. L'agricultura assumia a vegades un caràcter de pràctica col·lectiva. A banda de l'agricultura practicaven també la ramaderia, i potser havia també grups guerrers.

## Aspecte físic
Els celtes eren parcialment dolicocèfals, però poc acusadament, mentre una altra part eren braquicèfals de gran capacitat cranial. Eren alts, esvelts, de cabells rossos, castanys o rogencs, (encara que amb percentatges apreciables de morenos), ulls grisos, verds o de tons clars i de faccions més aviat agudes. El celta clàssic correspon a un home de bona estatura, cabell castany o ros, ulls verdosos, gran capacitat cranial, braquicèfal, front ampla i plena i el crani anterior poc desenvolupat. El tos s'acosta a la vertical i les eminències superciliars estan molt desenvolupades. L'angle parietal és sovint negatiu. La cara és eixamplada en relació amb el crani. Els seus pòmuls són marcats i apartats, i la seva mandíbula inferior quadrada. La cara és rectangular i aixafada. El seu nas és poc sortint i la fossa nasal del crani té el revers lleugerament còncau i l'extrem aixecat. El cap en conjunt és gran, mentre el coll és estret.

## A la Península Ibèrica
Com tribus celtes establertes a la Península, coneixem als Berons i Pelèndons (establerts cap al 700 aC), els Saefes, Lusons i Vetons (arribats cap al 600 aC), i els belgues o Gals (arribats cap al 500 aC).
No és possible assegurar si els indígenes van acceptar voluntàriament la cultura dels indoeuropeus o els va ser imposada, però la superioritat militar d'aquests i l'ancestral hostilitat a l'extern fan però plausible la idea d'una imposició per la força.
És predominant en tota la zona de la Vall de l'Ebre la ceràmica excisa (de ex, fora, i cisió, tallar), i més a l'est predominen els vasos bicònics de coll cilíndric amb decoració acanalada. La ceràmica del període Hallstàttic és més rica que en el període precedent.
A més de ser destres genets, i practicar sovint la munta com a diversió, els celtes ballaven freqüentment, i es dedicaven a la caça i altres ocupacions pròpies de l'època.
L'última onada dels pobles celtes de la cultura de Hallstatt es va traslladar cap al Centre de la Península, Galícia, Lleó i Astúries, i es va caracteritzar per l'aparició d'antenes en els poms de les espases, les espases curtes i els punyals de ferradura.